# Harry Whittle
Harry Whittle (ur. 2 maja 1922 w Farnworth, zm. 11 maja 1990 w Bolton) – brytyjski lekkoatleta, płotkarz i skoczek w dal, medalista mistrzostw Europy z 1950.
Zajął 7. miejsce w skoku w dal i odpadł w półfinale biegu na 400 metrów przez płotki na igrzyskach olimpijskich w 1948 w Londynie.
Jako reprezentant Anglii zajął 5. miejsce w biegu na 440 jardów przez płotki, 5. miejsce w skoku w dal, 10. miejsce w trójskoku i odpadł w eliminacjach biegu na 440 jardów na igrzyskach Imperium Brytyjskiego w 1950 w Auckland.
Zdobył brązowy medal w biegu na 400 metrów przez płotki na mistrzostwach Europy w 1950 w Brukseli, przegrywając jedynie z Armando Filiputem z Włoch i Jurijem Litujewem ze Związku Radzieckiego. Awansował również do finału skoku w dal, lecz w nim nie wystąpił.
Na igrzyskach olimpijskich w 1952 w Helsinkach zajął 5. miejsce w finale biegu na 400 metrów przez płotki. 
Był mistrzem Wielkiej Brytanii (AAA) w biegu na 440 jardów przez płotki w latach1947–1954, a w skoku w dal był mistrzem AAA w 1947 i 1949.
Rekord życiowy Whittle’a w biegu na 400 metrów przez płotki wynosił 52,7 s (27 sierpnia 1950 w Brukseli), na 440 jardów przez płotki również 52,7 s (11 lipca 1953 w Londynie), a w skoku w dal 7,25 m (19 lipca 1947 w Londynie).